# Maglena komora
Maglena komora ili Wilsonova komora je mjerni instrument kojim se prate tragovi ionizirajućeg zračenja (alfa-čestice, beta-čestice, gama zrake, rendgenske zrake i tako dalje), a sastoji se od komore u kojoj je prezasićena vodena para, kojoj da bi se kondenzirala nedostaju centri kondenzacije, te je za oko i kameru nevidljiva. Ioni koje stvori prolaz ionizirajuće čestice, postaju centri kondenzacije i prolaz čestice postaje vidljiv u obliku gustog niza sitnih kapljica.
Maglenu komoru je 1911. konstruirao britanski fizičar i meteorolog Charles Wilson, koji je za to otkriće dobio Nobelovu nagradu za fiziku 1927. Wilsonova komora je prvi mjerni instrument kojim se mogla zabilježiti (registrirati) staza električki nabijenih čestica, posebno alfa-čestica i elektrona emitiranih iz radioaktivnih materijala. U osnovi je to posuda ispunjena smjesom zraka i vodene pare, u kojoj se brzim povećanjem njezina obujma (volumena) s pomoću pokretne membrane i klipa, zbog pada tlaka i temperature, postiže prezasićenost zraka vodenom parom, pri čemu dolazi do kondenzacije vodene pare duž staze nabijene čestice. Prolaskom kroz komoru, nabijena čestica ionizira molekula zrake, koje tako postaju središta kondenzacije. Na tom osnovnom načelu razvijena je i maglena komora (specijalna Wilsonova komora kojoj je rad kontroliran Geiger-Müllerovim brojilima) i komora s mjehurićima.

## Način rada
Konstrukcija maglene komore je danas usavršena, ali promatranje i fotografiranje ionizirajućeg zračenja se i dalje zasniva na tragovima magle, koja nastaje kondenzacijom vodene pare na ionima, dobivenim prolaskom tih čestica kroz zrak u zatvorenoj posudi. Pri snižavanju temperature zraka sa zasićenom parom nastaje prezasićena vodena para, povlačenjem klipa i povećanjem obujma u posudi (jednadžba stanja idealnog plina), zbog čega dolazi do njenog kondenziranja na sitnim česticama, ionima. 
Maglena komora se sastoji od metalnog valjka (promjera 100 do 150 mm), koji je s donje strane zatvoren pokretnim klipom. Valjak je s gornje strane nepropusno zatvoren staklenom pločom, kroz koju se promatra unutrašnjost komore. S bočne strane je stakleni prozorčić, kroz koji se unutrašnjost komore obasjava s vidljivom svjetlošću. Ispod staklene ploče obično se nalazi metalna mreža, koja je vodljivom žicom vezana za jedan pol jake električne baterije (oko 250 V). Drugi pol ove baterije je vezan žicom za metalni valjak.
Prije rada maglene komore mora se na gornju površinu klipa staviti malo vode, zbog čijeg isparavanja će se zrak zasititi vodenom parom. Pokusima je utvrđeno da se postiže bolja kondenzacija vodene pare u komori kad je u vodi dodano malo metilnog ili etilnog alkohola. Kad se klip naglo povuče prema dolje, zbog adijabatskog širenja u komori, zrak se ohladi. Pošto duž putanje ionizirajućeg zračenja nastaje ionizacija zraka, pojavit će se kondenzacija vodene pare na ionima. Promatrač koji gleda kroz staklenu ploču primjetit će putanje iona u vidu bijelih tankih tragova magle. Ovi tragovi magle mogu se i fotografirati. 
Otkriće maglene komore vrlo je značajno za otkrivanje atomske strukture, jer su tragovi magle u komori siguran dokaz postojanja atoma i ionizirajućih čestica. Ali, njen je nedostatak što poslije svakog stvaranja tragova magle, treba potrajati par sekundi dok komora bude u mogućnosti ponovno otkriti tragove novih čestica. U međuvremenu, može se pojaviti neki događaj koji se neće primijetiti.

### Difuzijska maglena komora
Pošto maglena komora ne može da radi neprekidno, Alexander Langsdorf je 1939. konstruirao difuzijsku maglenu komoru, koja ostaje stalno osjetljiva na ionizirajuće zračenje, dok je god u komori prisutna zaliha hlapljive tekućine, kao što je metilni alkohol. Zasićeni prostor s parom postoji stalno u sredini komore, jer se u gornjem dijelu održava stalna temperatura od 30 ºC, a pri dnu oko -70 ºC. Ova komora je vrlo pogodna za istraživanje elementarnih čestica visoke energije.